# Iwaniacka Przełęcz
Iwaniacka Przełęcz (1461 m, według wcześniejszych pomiarów 1459 lub 1457 m) – przełęcz w Tatrach Zachodnich pomiędzy Kominiarskim Wierchem (1829 m) i Suchym Wierchem Ornaczańskim (1835 m) w grzbiecie Ornaku. Wschodnie stoki poniżej przełęczy to Dolinka Iwanowska, stoki zachodnie to Dolina Iwaniacka. Na przełęczy znajduje się niewielka polana. W widocznej z polany Smytniańskiej Grani widoczne są liczne turnie i skały.
Iwaniacka Przełęcz znajduje się dokładnie na linii łączącej 3 głębokie przełęcze: Bobrowiecką Przełęcz (po drugiej stronie Doliny Chochołowskiej), Iwaniacką i Tomanową Przełęcz (po drugiej stronie Doliny Kościeliskiej). Jest to rozległe, silnie wgłębione siodło zbudowane z miękkich łupków i dolomitów, pochodzących z dolnego triasu. Dawniej rozciągały się z niej rozległe widoki na Dolinę Tomanową, Ciemniaka, Smreczyński Wierch, Kamienistą i bardzo bliskie stąd południowe stoki Kominiarskiego Wierchu. W wyniku zarastania lasem widoki stają się coraz bardziej ograniczone. Nazwa przełęczy pochodzi od położonej na zachodnich zboczach polany Iwanówka.
Iwaniacka Przełęcz stanowi najpraktyczniejsze połączenie pomiędzy Doliną Kościeliską i Doliną Chochołowską. Podejście na przełęcz od schroniska na Hali Ornak trwa 1:15 h, od Doliny Chochołowskiej 1:20 h.
Na stoku Ornaku, nieco poniżej Iwaniackiej Przełęczy występuje roślina bagno zwyczajne, na niżu Polski gatunek pospolity, ale w Karpatach rzadki.
W XIX wieku poniżej przełęczy eksploatowano panabaz (rudę) zawierającą miedź, a następnie rudę żelaza.

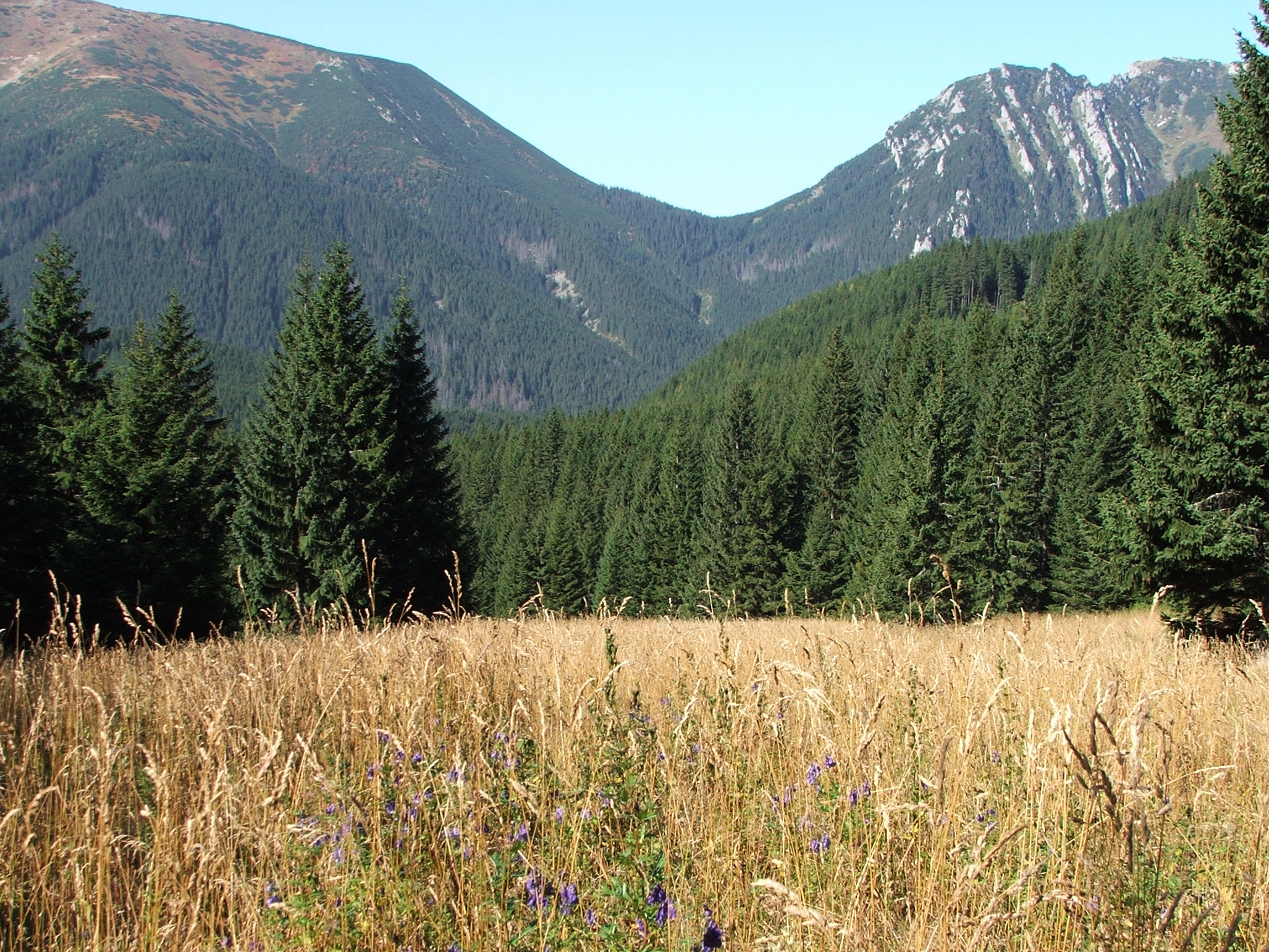
Iwaniacka Przełęcz. Widok z Doliny Tomanowej

## Szlaki turystyczne
– żółty szlak ze schroniska PTTK na Hali Ornak Iwanowską Dolinką na przełęcz i dalej Doliną Iwaniacką do leśniczówki w Dolinie Chochołowskiej.
- Czas przejścia ze schroniska na przełęcz: 1:15 h, ↓ 50 min
- Czas przejścia z przełęczy do leśniczówki: 1:10 h, ↑ 1:30 h

 – zielony grzbietem Ornaku na Siwą Przełęcz i przełęcz Liliowy Karb. Czas przejścia: 2:20 h, z powrotem 1:55 h